# David Prain
Sir David Prain est un botaniste britannique, né le 11 juillet 1857 à Fettercairn en Écosse et mort le 16 mars 1944 à Whyteleafe dans le Surrey.

## Biographie
Il est le fils de David et de Mary née Thomson. Il obtient son Master of Arts à l’université d’Aberdeen en 1878, puis son Bachelor of Medicine et son Master of Surgery en 1883. Il se marie avec Margaret Thomson en 1887, union dont naîtra un fils.
En 1882-1883, il est démonstrateur d’anatomie à l’école de chirurgie d’Édimbourg puis à l’université d'Aberdeen en 1883-1884. En 1884, il entre dans le service de médecine de l’Inde.
De 1887 à 1989, Prain est conservateur de l’herbier de Calcutta. De 1895 à 1905, il enseigne la botanique à l’école de médecine de Calcutta. De 1898 à 1905, il assume la direction du service de recherche botanique de l’Inde et du jardin botanique de Calcutta. David Prain devient membre de la Royal Society le 11 mai 1905.
De 1905 à 1922, Prain dirige les Jardins botaniques royaux de Kew. De 1922 à 1925, il dirige le service de recherches sur les produits forestiers. De 1926 à 1935, il participe au conseil de l’Institut impérial sur les produits animaux et végétaux.
Prain reçoit de nombreuses récompenses pour son action et ses recherches : en 1909 et en 1942, la médaille Barclay décernée par la Société du Bengale, en 1938, la médaille Bruhl, en 1912, la médaille Victoria de l'honneur de la Royal Horticultural Society, en 1932, la médaille Veitch, en 1925, la médaille Albert de la Royal Society of Arts et en 1935, la médaille linnéenne de la Linnean Society of London (qu'il préside de 1916 à 1919). Il est membre de nombreuses sociétés savantes souvent à titre honorifique.
Prain dirige la publication Botanical Magazine de 1907 à 1920 et est notamment l’auteur de :
- The Species of Pediculars of the Indian Empire and its Frontiers (Royal Boitanic Garden, Annals, volume 3, 1890.
- Flora of the Sundribuns (Botanical Survey of India, Calcutta, 1903).
- Bengal Plants: a list of the phanerogams, ferns and fern-allies indigenous to, or commonly cultivated in, the Lower Provinces and Chittagong. With definitions of the natural orders and genera, and keys to the genera and species (Calcutta, deux volumes, 1903).

Avec d’autres botanistes, il participe à l’édition de 1901 de l’Index Kewensis plantarum phanerogamarum.

## Source
- Allen G. Debus (dir.) (1968). World Who’s Who in Science. A Biographical Dictionary of Notable Scientists from Antiquity to the Present. Marquis-Who’s Who (Chicago) : xvi + 1855 p.